# Montalvão (Presidente Prudente)
Montalvão é um distrito do município brasileiro de Presidente Prudente, no interior do estado de São Paulo.

## História

### Origem
O povoado que deu origem ao distrito foi fundado na década de 30 por impulso de uma serraria (a extração de madeira fez parte da antiga economia do oeste paulista), nas terras da antiga Fazenda Montalvão (da qual leva o nome), no município de Presidente Prudente.

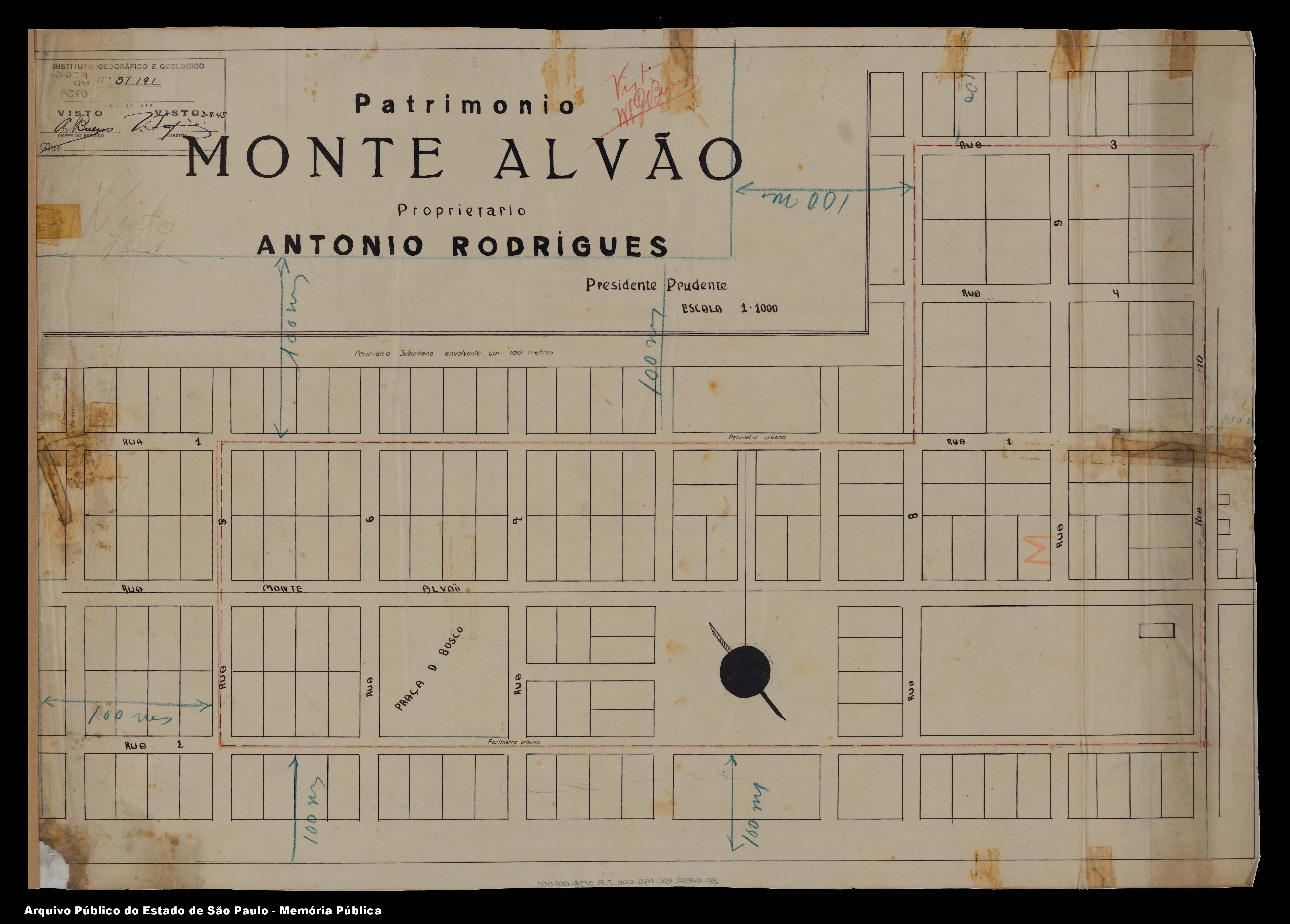
Planta da área urbana original.

### Formação administrativa
- Distrito criado pelo Decreto n° 9.775 de 30/11/1938, com terras desmembradas dos distritos de Presidente Prudente (sede) e Álvares Machado[3].
- Pelo Decreto-Lei n° 14.334 de 30/11/1944 perdeu terras para o distrito de Eneida[4].

## Geografia

### Demografia

#### População urbana
| Crescimento população urbana | Crescimento população urbana | Crescimento população urbana | Crescimento população urbana |
| Censo                        | Pop.                         |                              | %±                           |
| ---------------------------- | ---------------------------- | ---------------------------- | ---------------------------- |
| 1940                         | 541                          |                              | —                            |
| 1950                         | 208                          |                              | −61,6%                       |
| 1960                         | 137                          |                              | −34,1%                       |
| 1970                         | 212                          |                              | 54,7%                        |
| 1980                         | 509                          |                              | 140,1%                       |
| 1991                         | 928                          |                              | 82,3%                        |
| 2000                         | 1 320                        |                              | 42,2%                        |
| 2010                         | 1 236                        |                              | −6,4%                        |
| Fonte: IBGE e Fundação SEADE |                              |                              |                              |

#### População total
Pelo Censo 2010 (IBGE) a população total do distrito era de 2 229 habitantes.

### Área territorial
A área territorial do distrito é de 83,438 km².

### Bairros
- Montalvão (sede)[7]
- Jardim São Lourenço
- Conj. Hab. Izidoro Antônio Mauro
- Residencial Daiane

### Rodovias
O distrito localiza-se à 12 km de Presidente Prudente pela estrada vicinal Raimundo Maiolini.

## Serviços públicos

### Registro civil
Atualmente é feito no distrito de Eneida, pois o Cartório de Registro Civil das Pessoas Naturais do distrito foi extinto pela Resolução nº 1 de 29/12/1971 do Tribunal de Justiça do Estado de São Paulo, e seu acervo foi recolhido ao cartório do distrito sede.

### Saneamento
O serviço de abastecimento de água é feito pela Companhia de Saneamento Básico do Estado de São Paulo (SABESP).

### Energia
A responsável pelo abastecimento de energia elétrica é a Energisa Sul-Sudeste, antiga Caiuá (distribuidora do grupo Rede Energia).

### Telecomunicações
O distrito era atendido pela Telecomunicações de São Paulo (TELESP), que inaugurou a central telefônica utilizada até os dias atuais. Em 1998 esta empresa foi vendida para a Telefônica, que em 2012 adotou a marca Vivo para suas operações.

## Religião
O Cristianismo se faz presente no distrito da seguinte forma:

### Igreja Católica
- A igreja faz parte da Diocese de Presidente Prudente[17].

### Igrejas Evangélicas
- Assembleia de Deus - O distrito possui uma congregação da Assembleia de Deus Ministério do Belém, vinculada ao Campo de Presidente Prudente[18][19]. Por essa igreja, através de um início simples, mas sob a benção de Deus, a mensagem pentecostal chegou ao Brasil. Esta mensagem originada nos céus alcançou milhares de pessoas em todo o país, fazendo da Assembleia de Deus a maior igreja evangélica do Brasil[20].
- Congregação Cristã no Brasil[21].